# Candirú
|  | Per a altres significats, vegeu «Candiru (empresa)». |

El candirú (Vandellia cirrhosa) és una espècie de peix paràsit d'aigua dolça de la família dels tricomictèrids i de l'ordre dels siluriformes o peixos gat, originària de la conca amazònica on es troba als països de Bolívia, Brasil, Colòmbia, Equador, i Perú. També és conegut com a cañero, peix escuradents o peix vampir, perquè s'alimenten de la sang d'altres peixos.
La definició del candirú difereix entre els autors. La paraula s'ha utilitzat per referir-se només a la Vandellia cirrhosa, a tot el gènere Vandellia, a la subfamília Vandelliinae o fins i tot a les dues subfamílies Vandelliinae i Stegophilinae.
Tot i que se sap que algunes espècies de candirú creixen fins a una mida de 40 centímetres de llarg, d'altres són considerablement més petites. Aquestes espècies més petites són conegudes per una suposada tendència a envair i parasitar la uretra humana; tanmateix, malgrat que els informes etnològics en aquest sentit es remunten a finals del segle xix, el primer cas documentat d'extirpació d'un candirú d'una uretra humana no es va produir fins al 1997, i fins i tot aquest incident ha continuat sent motiu de controvèrsia.

## Morfologia
Els candirús són peixos petits. Els membres del gènere Vandellia poden arribar als 17 cm de llargada estàndard, però alguns altres poden arribar als 40 cm. Cadascun té un cap més aviat petit i un ventre que pot semblar distès, sobretot després d'un gran àpat de sang. El cos és translúcid, cosa que fa que sigui bastant difícil de detectar a les aigües tèrboles on habita. Hi ha barbs sensorials curts al voltant del cap, juntament amb espines curtes i apuntant cap enrere a les cobertes branquials.

## Hàbitat
És un peix d'aigua dolça i de clima tropical.

## Distribució geogràfica
Es troba a Sud-amèrica, a la conca del riu Amazones.

## Observacions
És conegut popularment perquè es diu que els exemplars més petits poden entrar en la uretra dels humans quan aquests orinen sota l'aigua. Segons sembla, confon la urea per l'aigua expulsada per les brànquies dels peixos que parasita. Aquesta caracterìstica, però, no ha estat confirmada amb prou evidències.